# Euronotícias
Euronotícias foi um jornal editado em Portugal com periodicidade semanal, pelo "Grupo Euronotícias S.A.".
A primeira edição veio a lume em 1999 e em 2002 foi extinto o semanário.
Tiago Franco foi director do jornal desde 1999 até 2001, altura em que, juntamente com o director-adjunto, José Augusto Fernandes, apresentaram a demissão dos cargos.
No verão do ano de 1999, foi lançado um suplemento designado por "OQ Euronotícias".
De acordo com Associação Portuguesa para o Controlo de Tiragem e Circulação (APCT), o jornal no primeiro semestre de 2001 vendeu, em média, 30.759 exemplares por edição.